# Крос Тимбер (Тексас)
Крос Тимбер (енгл. Cross Timber) град је у америчкој савезној држави Тексас. По попису становништва из 2010. у њему је живело 268 становника.

## Демографија
Према попису становништва из 2010. у граду је живело 268 становника, што је 9 (3,2%) становника мање него 2000. године.
| Група             | 2000.       | 2010.       |
| Белци             | 241 (87,0%) | 239 (89,2%) |
| Афроамериканци    | 1 (0,4%)    | 0 (0,0%)    |
| Азијати           | 2 (0,7%)    | 0 (0,0%)    |
| Хиспаноамериканци | 19 (6,9%)   | 25 (9,3%)   |
| Укупно            | 277         | 268         |